# .NET Remoting
.NET Remoting est une API de Microsoft pour la communication inter-processus livrée avec la version 1.0 du framework .NET.
Cette technologie est désormais supplantée par Windows Communication Foundation depuis la version 3.0 du framework.